# Josep Closa i Miralles
Josep Closa i Miralles (Barcelona, 1919-2015) és un fotògraf català. Tot i no haver-s'hi dedicat professionalment a la fotografia, entra dins de l'anomenada escola amateur, de fotògrafs destacats que van fer gran part de la seva producció fora del seu horari laboral. La seva fotografia Hierro es conserva al Museu Nacional d'Art de Catalunya.
També ha exercit com a agitador cultural del sector de la fotografia. L'any 1957 va ser el responsable d'organitzar un conjunt de col·loquis sobre la fotografia per ensenyar les tècniques fotogràfiques dels fotògrafs consagrats, així com tendències del moment o les novetats del mercat, etc. També és un dels impulsors més destacats de l'Agrupació Fotogràfica de Catalunya.

## Exposicions rellevants
- 2006 - Institut d'Estudis Fotogràfics de Catalunya